# 成侑真
成侑真（韓語：성유진，1992年10月27日—），為韩国女子團體The Seeya成員之一，隸屬於Core Contents Media，曾在青少年歌謠節中獲獎，出道之前已经是一位歌唱教練。還曾在白智英、IU、T-ara、Secret的歌曲中擔當和音聲音具有爆發性。